# Antonio Quarracino
Antonio Quarracino (Pollica, 8 de agosto de 1923 — Buenos Aires, 28 de fevereiro de 1998) foi um sacerdote ítalo-argentino, cardeal da Igreja Católica Romana, arcebispo de Buenos Aires entre 1990 e 1998.

## Biografia
Quarracino nasceu na província de Salerno, Itália. Sua família emigrou para a Argentina quando tinha quatro anos de idade. Quarracino foi ordenado sacerdote em 22 de dezembro de 1945 em Luján e tornou-se professor no Seminário Diocesano de Mercedes. Também ensinou teologia na Universidade Católica Argentina.
Foi nomeado bispo de Nueve de Julio, em Buenos Aires, pelo Papa João XXIII em 3 de fevereiro de 1962, sendo consagrado em 8 de abril do mesmo ano, por Dom Anunciado Serafini, bispo de Mercedes, auxiliado por Dom Adolfo Servando Tortolo, bispo de Catamarca e por Dom Raúl Francisco Primatesta, bispo de San Rafael. Ele foi um dos primeiros bispos de integrar e apoiar o Movimiento de Sacerdotes para el Tercer Mundo. Em 3 de agosto de 1968 o Papa Paulo VI o transferiu para a Diocese de Avellaneda (cuja nova catedral foi construída durante seu bispado).
João Paulo II promoveu-o a arcebispo metropolitano da Arquidiocese de La Plata em 18 de dezembro de 1985. Foi transferido para a Arquidiocese de Buenos Aires em 10 de julho de 1990, assim tornou-se primaz da Argentina. Foi eleito para presidir a Conferência Episcopal da Argentina em novembro de 1990, e depois reeleito, até 1996.
Quarracino foi criado cardeal-presbítero no consistório de 28 de junho de 1991 pelo Papa João Paulo II, recebendo o título de Nossa Senhora da Saúde em Primavalle e seu barrete cardinalício nessa mesma data. Em 14 de abril de 1997, ele inaugurou o Mural Comemorativo às vítimas do Holocausto e aos mortos na embaixada de Israel em Buenos Aires e os ataques à Asociación Mutual Israelita Argentina, o único memorial em todo o mundo com essas características localizadas dentro de um templo cristão.
Quarracino morreu em 28 de fevereiro de 1998, aos 74 anos de idade, devido a uma parada cardíaca. O funeral teve lugar na Catedral Metropolitana de Buenos Aires em 4 de março, presidida por Dom Jorge Mario Bergoglio, arcebispo de Buenos Aires, e concelebrada por dois cardeais, 80 bispos e 400 sacerdotes. Foi enterrado na capela de Nossa Senhora de Carmem, em frente ao altar de Nossa Senhora de Luján, na catedral metropolitana de Buenos Aires.